# George Speight
George Speight (Naivicula, 1957) è un politico figiano, autore di un golpe fallito nel 2000.

## Biografia
George Speight (['speːt]), anche conosciuto come Ilikini Naitini, è un uomo d’affari figiano, che era deputato alla Camera dei rappresentanti. Fu il leader del golpe del 2000, quando lui e dei militari detennero 36 deputati del Parlamento delle Figi in ostaggio dal 19 maggio al 13 luglio 2000. È detenuto con ergastolo per questo golpe.